# Garbh Rèisa
Garbh Rèisa är en obebodd ö i Argyll and Bute, Skottland. Ön är belägen 0,5 km från Craignish Point.